# 巻町

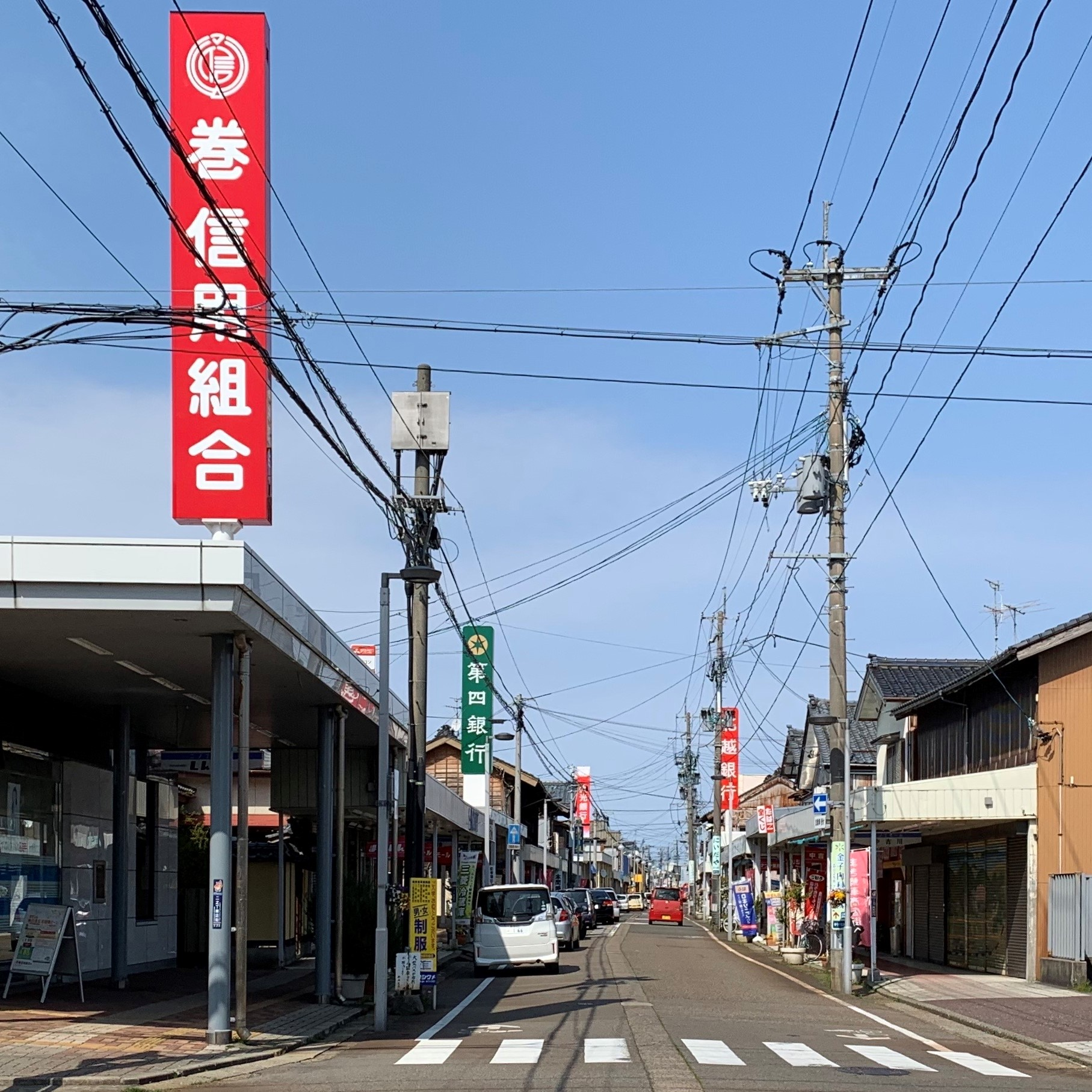
巻中心部（県道374号沿い。合併後の2020年3月撮影）

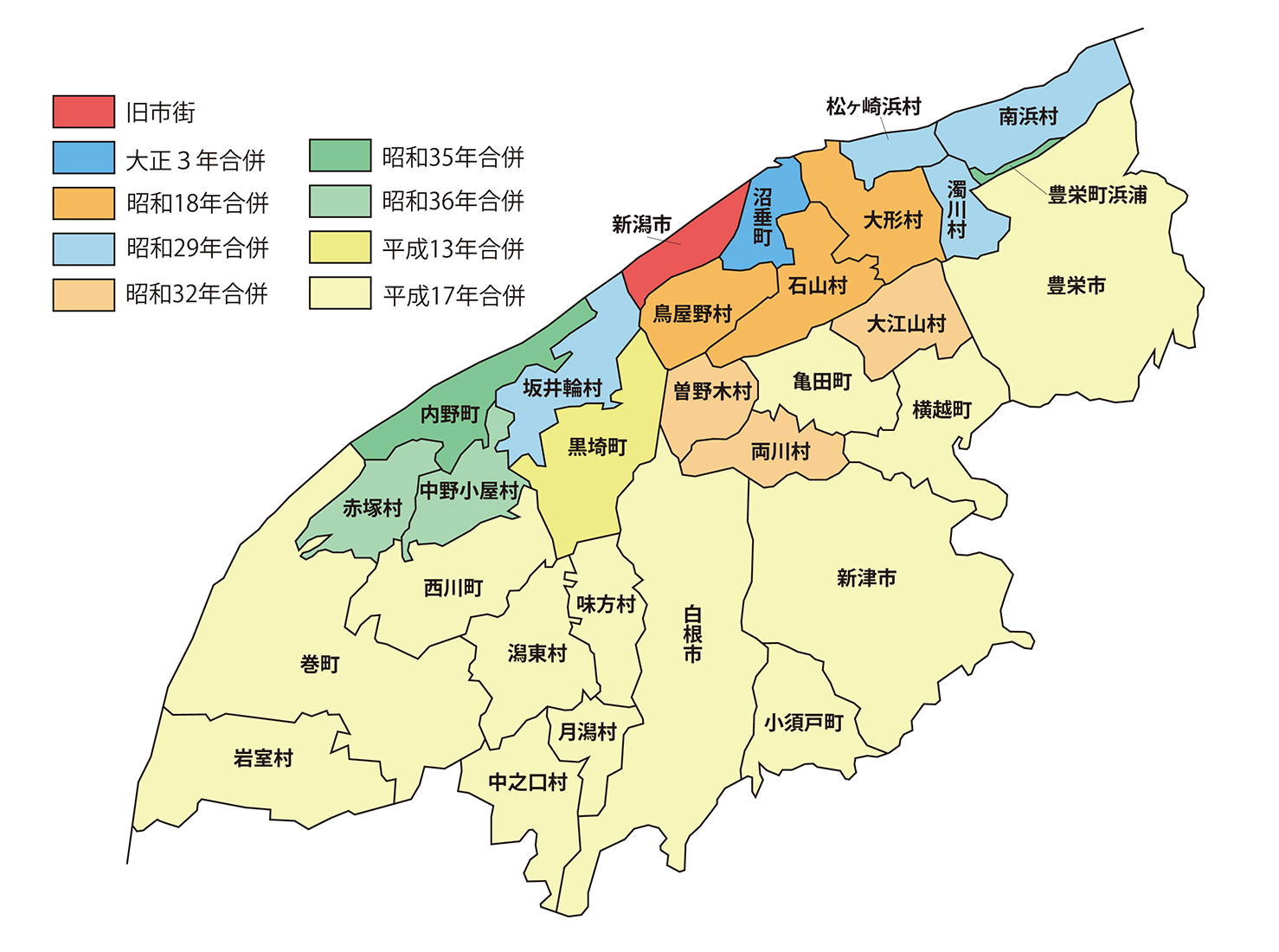
新潟市の合併市町村

巻町（まきまち）は、新潟県西蒲原郡に属していた町。2005年10月10日の新潟市への編入合併によって消滅し、現在は新潟市の政令指定都市移行により大部分が西蒲区の一部となっており、大字四ツ郷屋が西区の一部となっている。
以下の記述は合併直前当時の旧巻町に関しての記述であり、現在では名称等が異なる場合がある。なお、ここに記述されていない内容に関しては西蒲区#巻地区などの記事を参照。

## 概要
西蒲原郡における中心的な役割を担っており、古くは郡役所をはじめとする諸官庁が置かれていたほか、昭和初期時点では旧制中学校が置かれていたこともあり、周辺町村から多くの通勤・通学者を集めていた。平成期においても3つ（後に統合し2つ）の県立高校を有するなど拠点性を持っていた。
町域にあった三根山藩は長岡藩に米百俵を送ったことで有名。また、巻原子力発電所の建設の是非を問う、全国で初めての常設型住民投票条例の制定による住民投票が行われたことでも注目された。
新潟市への通勤率は28.9%（平成17年国勢調査）。

## 地理
町域の多くは越後平野に属する平野部にあり、西部は角田浜や越前浜などの海水浴場を有する日本海に面している。平野と海岸の間には角田山が存在し、現新潟市域では多宝山のある岩室村に次いで最大標高点の高い自治体でもあった。

### 隣接していた自治体
- 新潟市
- 西蒲原郡：吉田町

## 歴史
近世に、西川の舟運を活かした在郷町として発展した。
- 1886年（明治19年） - 仁箇村と横山村が合併し、仁箇村となる。
- 1889年（明治22年）4月1日 - 町村制施行にともなう合併により、14ヶ村が発足。
- 1891年（明治24年）4月10日 - 西蒲原郡巻村が町制施行し巻町になる。
- 1901年（明治34年）11月1日 - 合併により新たに4ヶ村が発足。
- 1947年（昭和22年）10月10日 - 昭和天皇の戦後巡幸。昭和天皇が県立鶏種場などを視察[4]。
- 1949年（昭和24年） - 漆山村の一部を編入。
- 1955年（昭和30年）
  - 1月1日 - 巻町が周辺の5ヶ村と新設合併し、新制「巻町」になる。
  - 7月10日 - 西川町の一部を編入。
- 1960年（昭和35年）4月1日 - 岩室村の一部を編入。
- 1977年（昭和52年）2月 - 西川町の一部を編入。
- 1982年（昭和57年）4月1日 - 前年に閉園した新潟遊園が越前浜へ移転して開園。
- 1994年（平成6年）10月30日 - この日をもって新潟遊園が閉園。
- 1996年（平成8年）8月4日 - 巻原子力発電所の角海浜への建設の是非を問う、全国で初めての常設型住民投票条例の制定による住民投票が行われ、原発反対派が大差で勝利した。このことはその後の日本全国の反原発運動や住民運動に大きな影響を与えた。
- 2005年（平成17年）10月10日 - 新潟市に編入され消滅。

### 市町村合併・行政区域の変遷
- 1886年（明治19年） - 仁箇村と横山村が合併し、仁箇村となる。
- 1889年（明治22年）4月1日 - 町村制施行にともなう合併により、巻村、漆山村、佐渡山村、福木岡村、竹野町村、仁ヶ村、稲島村、潟南村、馬堀村、松野尾村、角田浜村、越前浜村、五ヶ浜村、角海浜村が発足。

| 巻村     | 巻村、堀山新田村、鎧潟                                                 |
| 漆山村   | 漆山村、古志田村新田、寺潟村新田、下郷屋村新田                         |
| 佐渡山村 | 並木村、槙岡村外新田                                                   |
| 福木岡村 | 峯岡村、福井村、舟戸村、平沢村、上木島村、下木島村、松郷屋村、鷲ノ木村 |
| 竹野町村 | 竹野町村、前田村                                                       |
| 仁ヶ村   | 仁箇村、布目村                                                         |
| 稲島村   | 稲島村、伏部村                                                         |
| 潟南村   | 赤鏥村、潟頭村、河井村、柿島村、山島村新田                             |
| 馬堀村   | 馬堀村、上中野村、桜林村、東津雲田                                     |
| 松野尾村 | 松野尾村、松山新田村、新保新田村、大原新田村                           |

角田浜村、越前浜村、五ヶ浜村、角海浜村は合併せず独立。
- 1891年（明治24年）4月10日 - 西蒲原郡巻村が町制施行し巻町になる。
- 1901年（明治34年）11月1日 - 合併により峰岡村、角田村、漆山村、浦浜村が発足。

| 峰岡村 | 福木岡村、竹野町村、仁ヶ村、稲島村             |
| 角田村 | 角田浜村、越前浜村、木山村（四ツ郷屋）         |
| 漆山村 | 漆山村、潟南村、馬堀村、佐渡山村（並木、槙岡） |
| 浦浜村 | 五ヶ浜村、角海浜村                             |

- 1949年（昭和24年） - 漆山村（大字赤鏥）を編入。
- 1955年（昭和30年）
  - 1月1日 - 巻町、峰岡村、松野尾村、角田村、漆山村、浦浜村が合併、新制「巻町」になる。
  - 7月10日 - 西川町の一部（中郷屋、葉萱場、割前、東汰上、羽田）を編入。
- 1960年（昭和35年）4月1日 - 岩室村の一部（下和納、安尻）を編入。
- 1977年（昭和52年）2月 - 西川町の一部（矢島の一部）を編入。
- 2005年（平成17年）10月10日、新潟市に編入合併した。

## 地域

### 巻地区
巻 （まき）
1889年（明治22年）まであった巻村の区域。現在の新潟市西蒲区巻甲、巻乙。
堀山新田 （ほりやましんでん）

1889年（明治22年）まであった堀山新田村の区域。現在の新潟市西蒲区堀山新田。

### その他の地区
- 浜地区
- 松野尾地区
- 峰岡地区
- 漆山地区
- 二地区
- 五地区

## 行政
- 町長[5]
山添清一郎（1955年1月～） - 一ヶ月間のみの職務執行者。(旧)巻町の第15代町長。
初代 河治忠（1955年2月～）
2代　江端一郎（1966年8月～）
3代　村松次一（1974年8月～）
4代　高野幹二（1978年8月～）
5代　長谷川要一（1982年8月～）
6代　佐藤莞爾（1986年8月～）
7代　笹口孝明（1996年1月～）
8代　田辺新（2004年1月～）

## 経済

### 産業
- かつては「越後の毒消し売り」で知られた。

#### 漁業
- 巻漁港 - 長らく漁港がなく沿岸漁業の際に集落の砂浜で船の揚げ降ろしを行う状態となっていたものを解消するため、全国でも珍しい漂砂海岸での漁港として建設され2002年（平成14年）開港した[6]。

#### 町内に拠点等を置く主な企業
- ブルボン巻工場
- 峰乃白梅酒造

## 姉妹都市・提携都市
- 国内・海外共になし｡

## 教育
2001年時点での高校の学区は三条市・燕市・白根市などと同一であった。
- 巻町立巻北小学校
- 巻町立漆山小学校
- 巻町立巻南小学校
- 巻町立松野尾小学校
- 巻町立越前小学校
- 巻町立巻西中学校
- 巻町立巻東中学校
- 新潟県立巻高等学校
- 新潟県立巻総合高等学校
- 新潟県農業大学校

以下は閉町日時点ですでに廃校となっている。
- 巻町立巻小学校
- 巻町立竹野町小学校
- 巻町立入徳館小学校
- 巻町立浦浜小学校
- 巻町立巻中学校
- 巻町立浜松中学校
- 巻町立峰岡中学校
- 巻町立漆山中学校
- 巻町立浦浜中学校
- 新潟県立巻工業高等学校
- 新潟県立巻農業高等学校
- 新潟県立興農館高等学校

## 交通

### 鉄道
- JR東日本越後線
  - 巻駅

### 道路
高速道路
町内にあるインターチェンジ：北陸自動車道 巻潟東IC/BS
一般国道
町内を走る一般国道：国道116号、国道460号
主要地方道
新潟県道2号新潟寺泊線、新潟県道46号新潟大外環状線、新潟県道66号白根西川巻線

## 文化・娯楽
- 藤見座映画劇場 - 1969年の巻町では唯一の映画館[8]。
- 巻町文化会館

## 名所・旧跡・観光スポット・祭事
- 弘法清水
- 平沢清水
- 菖蒲塚古墳
- 山谷古墳
- 浜（角田浜・越前浜・浦浜（五ケ浜）・四ツ郷屋浜）
- 角田山
- 角田山自然館 - 1994年（平成6年）オープン[9][10]。
- 新潟遊園（1994年閉園）
- 湯の腰温泉
- 福寿温泉 じょんのび館 - ふるさと創生事業を活用した温泉掘削により1990年（平成2年）湧出した温泉を用いて1993年（平成5年）4月にオープン[11][12][13]。「ほたるの里」の核となる施設である[13]。
- 矢垂川のホタル[14]
- カーブドッチ・ワイナリー
- エチゴビール
- 新潟濃厚味噌ラーメン（こまどり）
- ご当地グルメ「カリーナ」

## 出身有名人
- 巻菱湖（書家）
- 平野秀吉（教育者、国文学者）
- 田辺熊一（実業家、元衆議院議員、元巻町長）
- 深沢索一（版画家）
- 大島秀一（元衆議院議員、主婦と生活社創業者）[15]
- 大久保政賢（実業家）
- 久保田成子（映像作家、彫刻家）
- 寺田ヒロオ（漫画家）
- 佐藤庄平（将棋棋士）
- 上原木呂（美術家、シュルレアリスト、パフォーマー、キーン誠己の実兄）
- ほんまりう（漫画家）
- 五代目鶴澤浅造（三味線演奏家、上原木呂の実弟、ドナルド・キーンの養子兼私設秘書）
- 天野尚（元競輪選手、写真家）
- 山添茂（実業家、元丸紅副会長）
- 奈加あきら（緊縛師）
- 安田弘之（漫画家、代表作は「ショムニ」）
- KAORU（L'luvia）
- 遠藤麻理（フリーアナウンサー）[16]
- 小山田サユリ（女優）
- 石沢勤（お笑いコンビ新宿カウボーイ）